# 로사이스

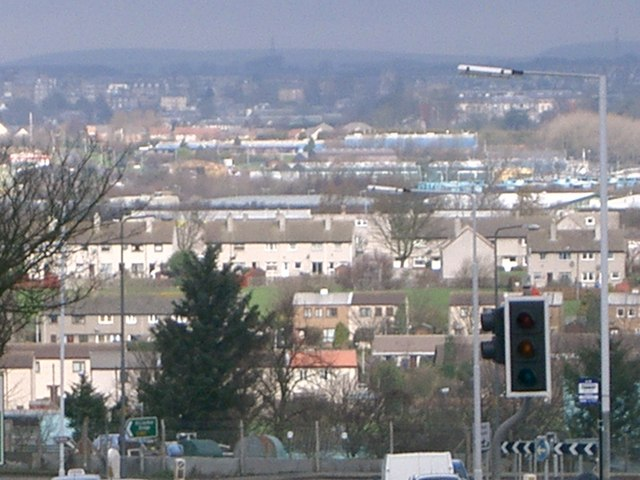
로사이스

로사이스(영어: Rosyth, 스코틀랜드 게일어: Ros Fhìobh)는 스코틀랜드 파이프에 위치한 도시로 인구는 12,850명(2011년 기준)이다. 던펌린에서 남쪽으로 4.8 km 정도 떨어진 곳에 위치한다. 도시의 주요 산업은 조선업이다.